# 8 bits
8 bits é referência aos processadores que utilizam 8 bits de uma só vez para executar suas operações. Eles normalmente utilizam um barramento de dados de 8 bits e um barramento de endereço de 16 bits, o que significa que o espaço de endereçamento é de 64 kB. O primeiro processador 8 bit foi o Intel 8080, utilizado por muitos informáticos do final da década de 1970 e início dos anos 1980, executando o sistema operacional CP/M. O Zilog Z80 (compatível com o 8080) e o Motorola 6800 também foram processadores similares. Atualmente vários processadores 8 bit ou microcontroladores são base de sistemas embarcados.

## História
Os microprocessadores de 4 bit foram desenvolvidos em 1970, com o Intel 4004. A Intel rapidamente seguiu com processadores de 8 bits, e a maioria dos concorrentes da Intel concorriam com a mesma com microprocessadores de 8 bits. Diante dessa situação, combinando com as limitações de desempenho e a memória os processadores disponíveis de 4 bit, isso explica o porquê de eles terem sido retirados do mercado rapidamente.

## Lista de CPUs de 8 bit
Uma CPU pode ser classificada de acordo com uma base de dados que ela poderá acessar em uma única operação. Um processador de 8 bit, pode acessar 8 bit de dados em uma única operação, ao contrário de um processador de 16 bit, que pode acessar 16 bit de dados em uma única operação.

### CPUs da Intel com oito bit
- Intel 8008
- Intel 8051
- Intel 8080
- Intel 8085

*OBS: O Processador Intel 8088 tem 8 bits somente externamente

#### Lista de Concorrentes CPUs compatíveis para arquitetura Intel de 8 bit
- Zilog Z80
- Zilog Z800